# Supercoppa greca 2022 (pallavolo)
La Supercoppa greca 2022 si è svolta il 4 gennaio 2023: al torneo hanno partecipato due squadre di club greche e la vittoria finale è andata per la seconda volta al Panathīnaïkos.

## Regolamento
Le squadre hanno disputato una gara unica.

## Squadre partecipanti
| Squadra       | Qualificazione                     |
| ------------- | ---------------------------------- |
| Panathīnaïkos | Vincitrice Volley League 2021-22   |
| PAOK          | Vincitrice Coppa di Grecia 2021-22 |

## Torneo
| 4 gennaio 2023 Vardinogianneio Athlītiko Kentro, Candia Durata: 1h:58 - Spettatori: 3 001 | Panathīnaïkos | 3 - 1 | PAOK | 25-20, 32-34, 25-19, 25-22 |